# Gonomyia distenta
Gonomyia distenta är en tvåvingeart som beskrevs av Alexander 1953. Gonomyia distenta ingår i släktet Gonomyia och familjen småharkrankar.
Artens utbredningsområde är Madagaskar. Inga underarter finns listade i Catalogue of Life.